# Lucija, Piran
Lucija (it. Lucia), prvotno Sveta Lucija (Santa Lucia), je urbano obmorsko naselje v Slovenski Istri, največje naselje ob Piranskem zalivu in v občini Piran, med Portorožem in Sečo.
Z več kot 6000 prebivalci je največje naselje v Sloveniji, ki hkrati ni sedež občine. Lucija/Lucia je na območju, kjer avtohtono živijo pripadniki italijanske narodne skupnosti in kjer je poleg slovenščine uradni jezik tudi italijanščina.

## Etimologija
Naselje je svoje ime dobilo po solinarski, sedaj župnijski cerkvici, posvečeni sveti Luciji, zgrajeni pred 1541 ob potoku Fazan oz. kanalu nekdanjih Lucijskih solin. Ime naselja so iz Sveta Lucija v Lucija spremenili leta 1952. Tako kot preimenovanje mnogih drugih krajev po Sloveniji v povojnem času je bilo tudi preimenovanje Svete Lucije del obsežne kampanje oblasti, da se iz toponimov slovenskih krajev odstranijo vsi religiozni elementi.

## Zgodovina
V 2. polovici 8. stoletja je Istra prešla izpod bizantinske pod frankovsko oblast. Leta 840 je bila regija priključena k Italskemu kraljestvu, leta 952 pa kot del Furlanske marke vključena v Sveto rimsko cesarstvo, po letu 1209 je imel položaj istrskega mejnega grofa oglejski patriarh. Že od sedemdesetih let 9. stoletja so istrska mesta občasno občutila vpliv Benetk, vendar so se kljub temu, vključno s Piranom, še samostojno razvijala in oblikovala lastno upravo in zakonodajo. Piran je leta 1283 moral sprejeti oblast Benetk, ki je trajala vse do propada republike leta 1797. 
Po propadu Beneške republike je Lucija skupaj s Piranom za kratek čas spadala pod Napoleonovo Francijo in je bila sprva del Napoleonovega Italijanskega kraljestva, od leta 1809 pa Ilirskih provinc.
Po Napoleonovem porazu v Rusiji in dokončno pri Waterlooju je Istra po določbah Dunajskega kongresa ostala pod avstrijsko nadoblastjo. Lucija je odtlej spadala pod Avstrijsko primorje, avstrijsko mejno grofijo Istro. Z razpadom Avstro-ogrske monarhije ob koncu prve svetovne vojne leta 1918 in po podpisu mirovne pogodbe v Rapallu novembra 1920 je bila celotna Istra priključena kraljevini Italiji, vse do njene kapitulacije leta 1934. Do konca druge svetovne vojne je bila del okupacijske operativne cone Jadransko primorje (Adriatisches Küstenland) Wermachta, vojaških enot Tretjega rajha. Po vojni, med letoma 1945 in 1954, je bila severna Istra del cone B Svobodnega tržaškega ozemlja.
Angloameričani so upravljali njegov severni del (cono A), ki je obsegala Trst z okolico in železniško progo Trst-Gorica. Cona B, ki je obsegala severni del Istre do reke Mirne, je bila pod jugoslovansko vojaško upravo. Z londonskim memorandumom iz leta 1954 je STO prenehalo obstajati, cona B pa je bila priključena Jugoslaviji. Dokončno je bila meja med Italijo in Jugoslavijo potrjena z osimskim sporazumom, ki sta ga podpisali Socialistična federativna republika Jugoslavija in Republika Italija 10. novembra 1975 v italijanskem mestu Osimo.
Z osamosvojitvijo Slovenije leta 1991 je tudi uradno postala slovensko istrsko mesto.

## Seznamledinskih imen, zgodovinskih predelov in mikrolokacij
- Borgola (med Kampolinom in Liminjanom)
- Fazan/Fasano
- Kampolin/Campolino
- Liminjan/Limignano
- Lucan/Luzzano
- Pantijak/Pantiago (točna lokacija še ni dokončno arheološko določena)
- Seča/Sezza (sedaj zgornji del polotoka in vse do zatrepa doline na drugi strani magistralne ceste G2-111 (Izola-Sečovlje)
- nekdanje soline Fazan/saline Fasano-Santa Lucia (sedaj Marina Portorož)
- Vinjole/Vignole

## Urbanizacija
Nekdaj kmetijsko in solinarsko naselje se je razvilo v dolini potoka Fazan (Fasano), izlivajočega se v istoimenski morski kanal (del nekdanjih Lucijskih solin) po katerem od mostu pri vhodu v marino do izliva poteka meja med naseljema Lucija in Portorož. Predvsem spodnji del naselja, ob potoku Fazan, je arhitekturno zaznamoval arhitekt Edo Mihevc, ki je za svojo zasnovo turistično-bivalnega naselja (ki ni bil uresničen v celoti), leta 1969 prejel Prešernovo nagrado.
Sedaj je naselje Lucija razloženo tudi po prisojnih pobočjih Šavrinskega gričevja, postopno dvigajočih proti severu in vzhodu, do vrha flišnega slemena, visokega 190 m. Zaselki na teh pobočjih so Kampolin (Campolino), Liminjan (Limignano), Borgola, Lucan (Luzzano) ter Vinjole (Vignole) kjer se dviguje pod Malijo. V središču naselja stoji župnijska cerkev (zgrajena pred 1541), ki so jo postavili solinarji poleg nekdanjih lucijskih solin. 
V drugi polovici 20. stoletja, po delitvi Svobodnega tržaškega ozemlja sta ponovni razvoj turizma v bližnjem Portorožu in zgraditev tamkajšnjih novih hotelov v 1970-ih botrovala velikemu zaposlovanju, pa tudi naglemu naraščanju prebivalstva naselja, v Lucijo so se priseljevali tako iz Pirana,  kot drugih delov Slovenije in nekdanje Jugoslavije.
Lucija je zrasla v mestno bivalno/turistično naselje, na obalni ravnici in sprva ob potoku/kanalu Fazan. Na podlagi letalskih posnetkov iz različnih obdobij se ugotavljajo tudi precejšne spremembe v poteku obalne linije. Samo naselje je zaradi trase glavne ceste G2-111 (Izola-Sečovlje) razdeljeno na dva dela, starejši del ob potoku Fazan je z nižjimi stavbami bolj razložen, nad omenjeno cesto pa je na vznožju ter pobočju vzpetine Kampolin zraslo novejše strnjeno pozidano naselje stanovanjskih blokov in vrstnih hiš.

### Ceste in ulice v Luciji
Nekdanji kartodrom je spremenjen v t.i. park Sonce, ki povezuje predele naselja pod polotokom Seča s središčem in območjem Marine Portorož.

## Demografija
Demografski trendi
| 1945 | 1961 | 1971 | 1981 | 1991 | 2002 | 2011 | 2022 |
| ---- | ---- | ---- | ---- | ---- | ---- | ---- | ---- |
| 757* | 1004 | 1667 | 4072 | 5449 | 5792 | 5872 | 6343 |

* Leta 1945 je bil v okviru popisa Cadastre national de l‘Istrie izveden popis po zaselkih, ki so danes znotraj meja naselja Lucija, zato so vrednosti teh zaselkov seštete (Sv. Lucija: 228 prebivalcev, Borgola: 4 prebivalci, Fazan: 24 prebivalcev, Kampolin: 358 prebivalcev, Liminjan: 143 prebivalci). Popis Cadastre national de l‘Istrie je bil leta 1945 izveden samo na območju Istre, zato primerljivega podatka za območje Slovenije ni.
Med letoma 1953 in 1991 se je število prebivalcev naselja povečalo za več kot petkrat, s čimer je Lucija postala največje naselje ob Piranskem zalivu, s Portorožem pa je zrasla v somestje. Glede na število prebivalcev je namreč Lucija že leta 1981 presegla Portorož, leta 1991 pa še Piran in tako postala največje naselje v Občini Piran.

## Gospodarstvo
Najstarejši gospodarski dejavnosti v preteklosti sta bili solinarstvo in ribolov. Predvsem solinarstvo zgodovinski viri že v 13. stoletju omenjajo kot dobro organizirano gospodarsko dejavnost. 32 hektarjev velike »solarne« (soline) v Luciji so bile sprva piranska občinska last, kasneje pa jih je občina dajala v zakup piranskim meščanom. Do začetka 20. stoletja je bila v Luciji tudi torklja. 
V naselju ni bilo nikoli večje industrije, vse dejavnosti so bolj ali manj povezane s turizmom, trgovino, storitvami, tradicionalnim kmetijstvom, oljkarstvom ipd. Kar štiri petine aktivnih prebivalcev Lucije je zaposlenih v drugih obalnih urbanih naseljih. V okoliških zaselkih je še vedno pomembno pridelovanje zgodnjih vrtnin, sadjarstvo, oljkarstvo in vinogradništvo.

### Turistična ponudba
Manjše nekdanje Lucijske soline (32 ha), ki so se izpod vile sv. Lovrenca (danes hotel Metropol) v Lucijo raztezale proti polotoku Seča, ter so obsegale tudi skladišče soli Antenal, so po 1976 opustili. Na tem območju so zgradili portoroško marino, ki je v celoti na območju naselja Lucija in poleg kanala Fazan njen edini stik z morjem. Zgrajen je bil tudi avtokamp, športno-rekreacijske površine na prostem, predvsem igrišča za tenis ter drugi objekti, ki spadajo k portoroški turistični ponudbi. Nad avtokampom Lucija, na položnem vrhu ob koncu polotoka Seča, ki pa je že izven Lucije, se na prostem nahaja Forma viva Portorož , razstava monumentalnih kiparskih del v istrskem kamnu, dela domačih in tujih umetnikov, ki so tukaj ustvarjali v okviru kiparskih kolonij. Kot v Piranu je tudi v Luciji hostel, v mestu in okolici pa pestra ponudba zasebnih najemnih turističnih apartmajev in nastanitev.

## Lucija danes
Danes je Lucija v polnem razvoju z nakupovalnimi centri, obrtno cono, nadstandardnimi stanovanji, domom starejših občanov. Večino oddelkov in služb piranske občine so pred leti iz Pirana preselil v Lucijo, poleg dela Upravne enote in sedeža policije je tu tudi davčni urad, banka, pošta in kopica odvetniških pisarn, notariat, Zavod za zaposlovanje, ter Center za socialno delo.

## Podnebje
Podnebje v Luciji je submediteransko, podtip obalno submediteransko podnebje (podnebje oljke), za katerega so značilni dolga in vroča poletja ter sorazmerno mile zime. Submediteransko podnebje se nanaša na tip podnebja, ki je značilen za sredozemske regije, vendar ima tudi vplive bolj kontinentalnega podnebja. Po Köppnovi podnebni klasifikaciji je submediteransko podnebje klasificirano kot Csa (sredozemsko poletje suho) ali Csb (sredozemsko poletje blago).
Povprečne januarske temperature so namreč višje kot po večini Slovenije in znašajo več kot 4 °C, povprečne julijske pa so višje od 22 °C. Jadransko morje v Portoroškem zalivu je najhladnejše februarja (8 °C), najtoplejše pa avgusta (24 °C) in več. Padavin je malo, med 1000 in 1100 milimetrov, največ jih pade jeseni, običajno pa nekaj tudi v začetku pomladi. Nekdaj značilna burja ni več pogosta, vseeno pa občasno sunki dosežejo hitrosti tudi preko 100 km/h, kar prebivalcem lahko povzroča nevšečnosti. Prav tako lahko nevšečnosti nastanejo ob pojavu tramontane ali juga, ki sta značilna za obalno področje Slovenije, posebej v povezavi z visoko morsko plimo.

## Geofizikalne raziskave
Zajem termalne vode, zaradi popestritve zimske turistične sezone je bila dolgoletna želja portoroških turističnih delavcev, zato so v letu 1989 na morju in obali med Portorožem in Lucijo izvedli geofizikalne raziskave, s katerimi so ugotovili najbolj primerna mesta za vrtine. Leta 1994 so izvrtali dve, 705 m globoko vrtino HV-1 za hotelom Palace in drugo, 801 globoko vrtino LU-1 v Luciji, v bližini Marine Portorož. Vrtina v Luciji ni bila nikoli v uporabi, iz portoroške vrtine pa se termalno mineralna voda s temperaturo 22 °C  uporablja v termah Portorož in za polnjenje bazenov.

## Šolstvo
Prva slovenska šola v naselju je bila zgrajena leta 1911, s pomočjo Ciril-Metodove družbe in je delovala v letih 1912−18, nato je bil pouk samo v italijanščini.
Ponovno so slovensko šolo odprli šele po drugi svetovni vojni, leta 1945.
V 1970-ih je bil s samoprispevkom zgrajen vrtec, v 80. letih pa še prizidek k osnovni šoli, še kasneje pa športna dvorana.
V letu 2025 se načrtuje začetek gradnje novega vrtca (ta bo združeval Vrtec Morje Lucija in Vrtec La Coccinella Piran), ter bo zgrajen na lokaciji sedanjega.

## Zdravstvo
V naselju danes deluje zdravstveni dom, ki s svojimi specialističnimi ambulantami in ordinacijami pokriva območje celotne Občine Piran. Del njega je od leta 2020 tudi lekarna.

## Promet
Z odprtjem ozkotirne železnice, t. i. Porečanke (Parenzane) leta 1905, ki je do leta 1936 povezovala Trst in Poreč, je Lucija pridobila železniško postajo (porušeno 1995). S Portorožem in upravnim središčem v Piranu je bila  Lucija v letih 1909-12 povezana najprej s trolejbusom (filobusom), ki ga je zamenjal tramvaj (obratoval od 1912 do 1956).

### Cestni promet
Bližina mej z Italijo (Spodnje Škofije - Rabuiese) in s Hrvaško (Sečovlje - Plovanija ter Dragonja - Kaštel), omogoča relativno lahko dostopnost.
Hitra cesta , zgrajena zgolj do Dobrave pri Izoli, je oddaljena 6 km. 
Lucija je zato dostopna zgolj po glavni cesti G2-111 (Izola-Sečovlje), ki poteka skoznjo oz. delno po meji med Lucijo in Portorožem. 2 km pred Lucijo je na prelazu Valeta odcep proti Portorožu in Piranu, proti Portorožu pa znova tudi na krožišču v spodnjem delu naselja, (ob potoku Fazan).

Cestne omejitve
Ker odsek hitre ceste  Šmarje–Dragonja do meje s Hrvaško ni bil zgrajen, se promet sedaj vrši po ne dovolj pretočni glavni cesti G1-11. Prav tako je šele v pripravi projekt hitre ceste  na odseku Izola–Jagodje–Lucija, z odcepom v Piran.
Prometni tokovi do (in iz) hrvaškega dela Istre zato potekajo tudi preko Sečovelj ter po cesti G2-111, kar zlasti v času poletne turistične sezone povzroča cestne kolone in tudi večurne zastoje.

### Železniški promet
Železniška postaja Koper je od Lucije oddaljena ca. 16 km.

### Letalski promet
Mednarodno letališče Portorož pri Sečovljah je oddaljeno 6 km, mednarodno letališče Jožeta Pučnika - Ljubljana 145 km, tržaško letališče Aeroporto Friuli Venezia Julia na Ronkah pa 80 km.

### Avtobusne povezave
V Luciji se nahaja lokalna avtobusna postaja (tudi za Portorož in Piran, kjer so zgolj postajališča). Od tod vozijo avtobusi, ki v javnem potniškem prometu redno povezujejo Lucijo s Portorožem, Piranom in Strunjanom, v lokalnem pa tudi z Izolo in Koprom. S postaje so urejeni občasni avtobusni prevozi do Splošne bolnišnice Izola in v nekatere vasi oz. naselja v Šavrinskem gričevju oz. v zaledju Slovenske Istre. Nekajkrat dnevno so organizirane avtobusne povezave z Ljubljano in ostalo Slovenijo.